# Олинская (платформа)
Олинская — остановочный пункт в Ломоносове на перегоне Старый Петергоф — Ораниенбаум I, построенный в 1864 году и разобранный в 1920-х годах. Располагалась рядом с нынешним переездом с Дворцовым проспектом и Морской улицей.

## История
Платформа была построена в 1864 году для так называемых «летних» составов: к танк-паровозу без тендера, имевшему топливные баки по бокам котла, прицеплялся двухэтажный импортный вагон с внешними лестницами. Эти поезда ходили по перегону Старый Петергоф — Ораниенбаум I. 
Платформа была демонтирована в 1920-х годах, на данный момент осталось только кирпичное здание рядом с переездом.